# Spülpumpe

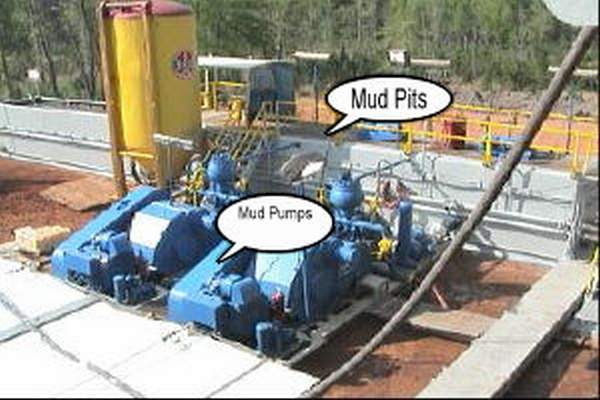
Spülpumpe mit Spülungstank

Eine Spülpumpe ist eine leistungsstarke Mehrkolbenpumpe (bis zu 2300 kW), die auf einer Bohranlage eingesetzt wird. Sie dient dazu, die Bohrspülung unter hohem Druck von bis zu 500 bar durch den Bohrstrang hinunter- und durch den Ringraum wieder hinaufzupumpen. Durch eine austauschbare Kolben/Zylinderbuchsen-Paarung und die Veränderung der Drehzahl des Antriebs kann die Pumpe an verschiedene Druck- und Volumenstrom-Anforderungen einer Tiefbohrung angepasst werden. Früher kamen auf Bohranlagen hauptsächlich doppelt wirkende Duplexpumpen mit zwei Kolben zum Einsatz. Diese wurden in der Folge meist durch einfach wirkende Triplexpumpen mit drei Kolben ersetzt.

## Aufbau
Eine Spülpumpe besteht aus zwei Hauptbaugruppen: dem Wasserteil und der Antriebseinheit.
Das Wasserteil ermöglicht mit seinen Ventilen, Kolben und Zylinderlaufbuchsen den eigentlichen Pumpprozess. Diese Teile sind starkem Verschleiß durch die abrasive Bohrspülung ausgesetzt. Die Pumpen sind so konstruiert, dass diese Verschleißteile leicht gewechselt werden können. Um Pulsationen in der Bohrspülung zu reduzieren, werden an der Saug- wie an der Druckseite der Pumpe je ein Pulsationsdämpfer angebaut.
Die Antriebseinheit wandelt die rotierende Bewegung des Antriebs in die oszillierende Bewegung der Kolben um. Hierfür wird ein Kreuzkopf-Kurbeltrieb verwendet. Die meisten Spülpumpen sind so konstruiert, dass in der Pumpe ein großes Zahnrad auf die Kurbelwelle montiert wird. Der externe Motor treibt über einen Riemen- oder Kettentrieb ein internes Untersetzungsgetriebe an, das über eine Ritzelwelle wiederum das Zahnrad antreibt.

## Neuere Entwicklungen
Neuere Spülpumpenentwicklungen haben mehr Kolben, Quintuplex- oder Hexaplexpumpen (5 oder 6) oder ersetzen die Kombination von internem Getriebe und Riementrieb durch ein einzelnes Getriebe mit direkt angetriebenen Pumpen.